# David Arquette
David James Arquette (ur. 8 września 1971 w Bentonville) – amerykański aktor, znany głównie z ról w cyklu Krzyk; także producent filmowy, reżyser, scenarzysta i wrestler (były mistrz WCW).
David Arquette pochodzi z rodziny silnie związanej z filmem. Jest synem aktora i producenta Lewisa Arquette oraz bratem czworga amerykańskich aktorów: Rosanny, Richmonda, Patricii i Alexis. Jego matka Brenda Olivia „Mardi” (z domu Nowak), jest Żydówką pochodzącą z Polski, poetką i byłą aktywistką polityczną ruchu hipisowskiego.

## Życie prywatne
Związany był z Ellen Barkin (1995). W latach 1996–2010 spotykał się z aktorką Courteney Cox, którą poślubił 12 czerwca 1999. Mają córkę Coco Riley (ur. 13 czerwca 2004 w Los Angeles). Jednak w roku 2010 doszło do separacji, a 29 maja 2013 rozwiedli się. Spotykał się z barmanką Jasmine Waltz (2010). Od 2011 spotykał się z Christiną McLarty, która w listopadzie 2013 urodziła ich pierwsze wspólne dziecko, a 28 kwietnia 2014 drugie - syna Charlie Westa. Pobrali się 12 kwietnia 2015.

## Filmografia
- 1994: Wyścigowcy (Roadracers) – Dude Delaney
- 1995: Wild Bill – Jack McCall
- 1996: Krzyk (Scream) – Dwight (Dewey) Riley
- 1997: Krzyk 2 (Scream 2) – Dewey Riley
- 1999: Muppety z kosmosu (Muppets from Space) – doktor Tucker
- 1999: Ravenous – Pvt. Cleaves
- 1999: Ten pierwszy raz (Never Been Kissed) – Rob Geller
- 2000: Kibice do dzieła! (Ready to Rumble) – Gordie Boggs
- 2000: Krzyk 3 (Scream 3) – Dewey Riley
- 2001: Agencie, podaj łapę – Gordon Smith
- 2001: Graceland (3000 Miles to Graceland) – Gus
- 2006: Rzeź (The Tripper) – Muff (także reżyser, producent i scenarzysta filmu)
- 2011: Krzyk 4 (Scream 4) – Dewey Riley
- 2022: Krzyk 5 (Scream 5) – Dewey Riley